# CMOP-E
CMOP-E (The Canadian Model of Occupational Performance and Engagement) är en arbetsterapimodell som innefattar tre kontexter; miljö, aktivitet och spiritualitet. Det är viktigt hur klienten upplever dessa sammanhang. Klientens miljö kan antingen möjliggöra eller förhindra hur klienten utför aktivitet eller mår psykiskt . Likaså kan valet av aktiviteter påverka vilken miljö klienten befinner sig i och mår psykiskt. För en person i rullstol exempelvis kan en viss miljö hindra aktivitetsutförandet. Är miljön anpassad bra för en person med funktionshinder kan miljön vara avgörande för att kunna utföra aktiviteten. 
I dagens samhälle ställs det många krav och förväntningar på människan. Detta leder ofta till att den sociala miljön skapar ångest, oro, stress och andra folkhälsosjukdomar. När det finns en balans mellan kapacitet och de krav som ställs kan stress istället upplevas som något positivt. Får vi dock för mycket av detta utan en ordentlig återhämtning leder det till negativ stress. 
Spiritualitet omfattar vilja, motivation, drivkrafter och vad som personen finner meningsfullt. Det är av stor vikt att en aktivitet och miljö upplevs viktig för att en person ska vilja utföra aktiviteten. Eklund, Gunnarsson och Leufstadius skriver att vi utformar vi vårt liv efter vad vi finner meningsfullt och det är därför en mycket stark drivkraft inom oss. Detta för att vi utvecklas mer och mår bättre av att göra det vi känner oss tillfreds av. 
Den kulturella miljön formar våra värderingar. Tonåren är en tid då den kulturella miljön påverkar individen ofantligt mycket. Under tonårstiden är det viktigt att passa in och göra det som samhället anser är rätt. Dessa krav följer sedan med personen hela livet, dock påverkas människan i mindre utsträckning än under tonårstiden. Familj, vänner, arbetskamrater och andra nära relationer spelar därför en stor roll i vilka aktiviteter en person deltar i samt personens spiritualitet. 
För att utföra aktiviteter finns tre viktiga komponenter; viljekraft, vanebildning och utförandekapacitet. De miljöer vi befinner oss i och våra intressen skapar vanor åt oss som gör det enklare att utföra aktiviteter. Förbundet Sveriges Arbetsterapeuter skriver att vi kan påverka vår hälsa genom aktivitet och att det är viktigt med en balans mellan aktivitet och vila. Det visar på att aktivitet är viktigt för människor för att må bra. Därför är det viktigt att en person med funktionshinder ska ges en chans att kunna utföra de aktiviteter som personen själv tycker om och mår bra av. Viljan är baserad på vår motivation och vad vi finner meningsfullt. När något känns roligt och viktigt ökar motivationen.